# Tommaso Grossi
Tommaso Grossi (23. ledna 1791 Bellano – 10. prosince 1853 Milán) byl italský romantický básník a prozaik píšící v duchu romantického sentimentalismu.

## Život
Roku 1810 dokončil studia práv na univerzitě v Pavii. Aktivně se zapojil do politického a kulturního života v Miláně. Přátelil se s Alessandrem Manzonim a Carlem Portou, jejichž tvorbu zčásti napodoboval a se kterými tvořil jakýsi romantický triumvirát v Lombardii.
Zpočátku psal satirické básně a veršované novely v milánském nářečí, později přešel ke spisovné italštině a pod vlivem Manzoniho, za jehož epigona je považován, se věnoval historickým tématům. Jeho díla byla původně vysoce ceněna, později byla kritizována za sentimentálnost a za absenci vlastní umělecké síly.
Roku 1838 se oženil, ukončil svou literární kariéru a až do své smrti pak pracoval v Miláně jako notář. Zemřel na meningitidu a byl pohřben na hřbitově San Gregorio. Roku 1874 byly jeho ostatky přeneseny na milánský hřbitov Cimitero Monumentale.

## Dílo

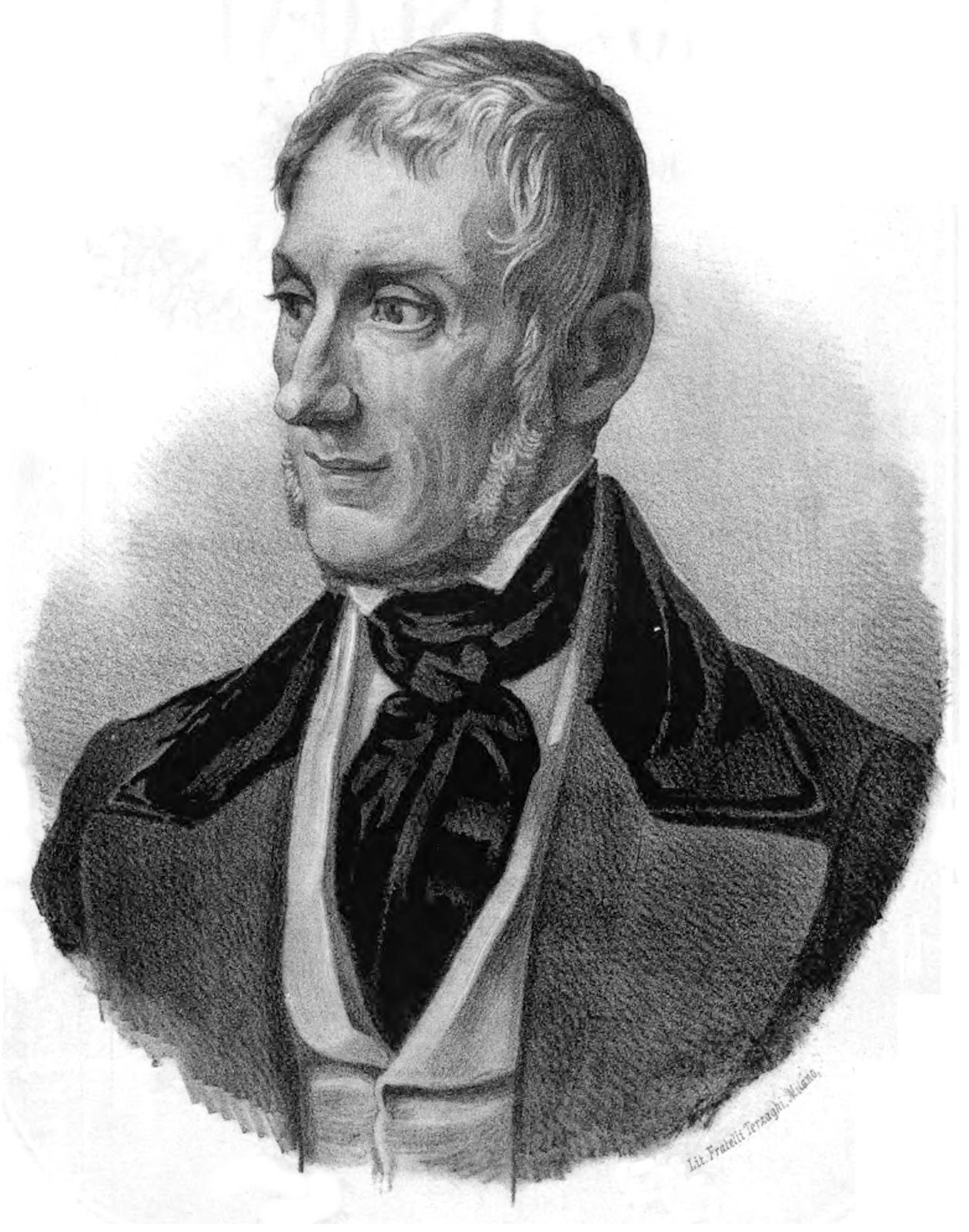
Tomasso Grossi

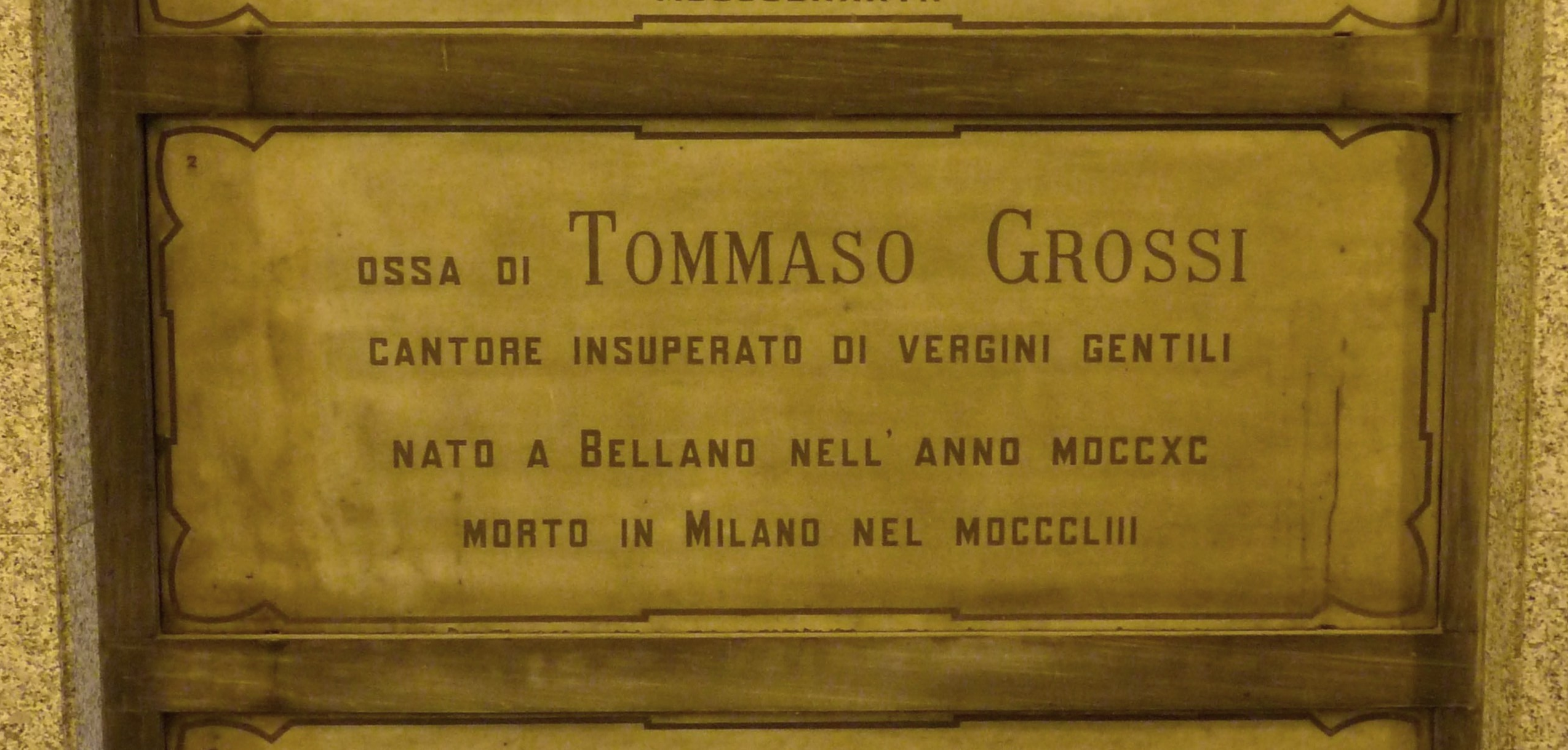
Básníkův hrob v Miláně

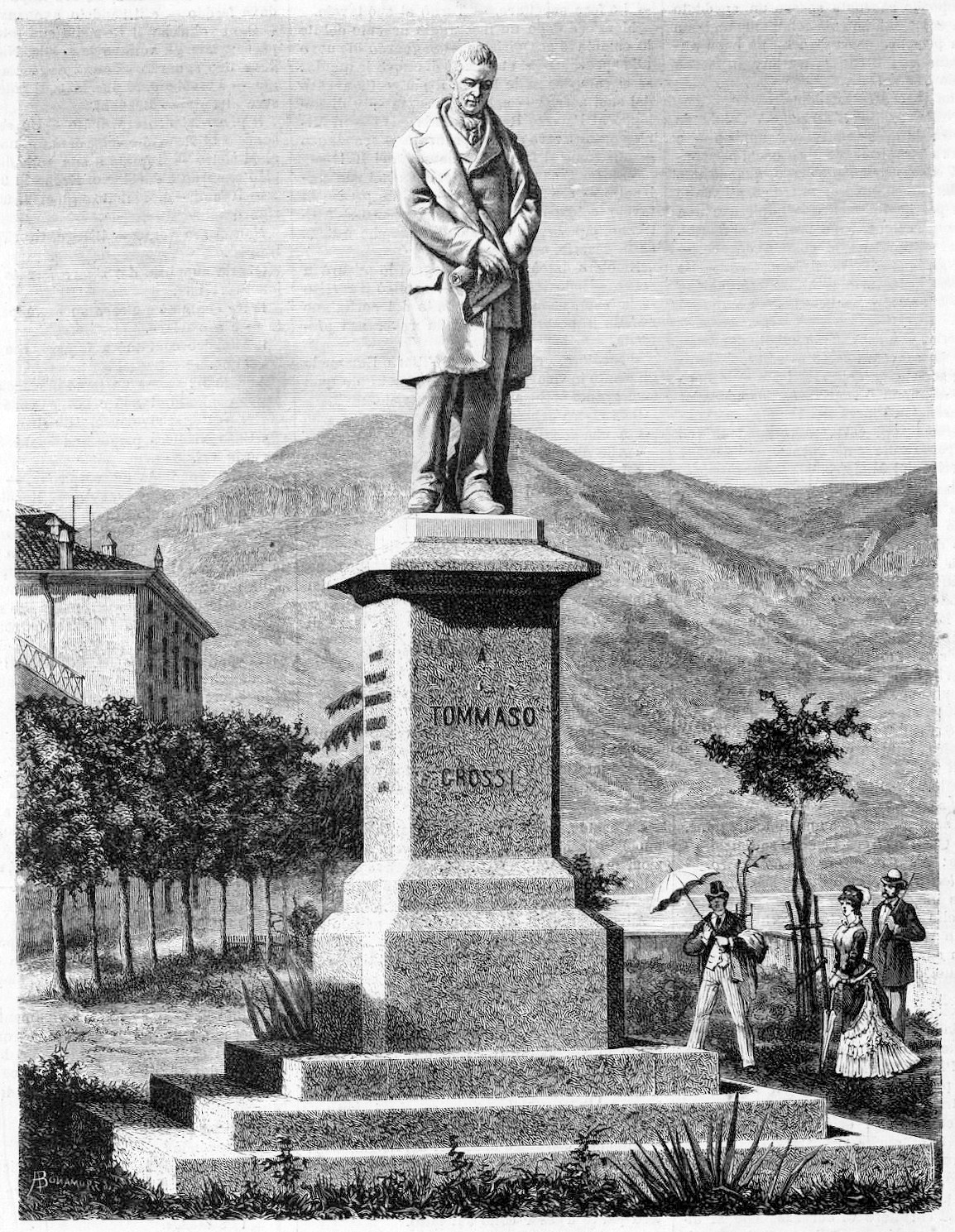
Básníkova socha v Bellanu v roce 1876

- Prineide (1816, Na ministra Prinu), satirická báseň napsaná v milánském dialektu, která se týká tragického konce Giuseppeho Priny, ministra financí Italského království v letech 1804–1814. Po pádu Napoleona a následného konce království byl Prina, nespravedlivě obviněný ze zpronevěry, zlynčován davem. Satira, obsahující v rámci rozhovoru básníka s duchem ministra útoky na císaře Františka I. byla rozšířena v Miláně anonymně a za jejího autora byl nejprve považován Carlo Porta. Poté, co se Grossi přiznal, bylo mu prominuto.[4]
- La fuggitiva (1816, Uprchlice), veršovaná novela napsaná v milánském dialektu, příběh dívky, která opustí svou rodinu, aby tajně následovala svého přítele a svého bratra, kteří vstoupili do Napoleonovy armády a kteří nakonec oba padli.
- La pioggia d'oro (1817, Zlatý déšť), veršovaná novela napsaná v milánském dialektu.
- Giovanni Maria Visconti (1818), divadelní hra o milánském vévodovi, napsaná v milánském dialektu společně s Carlem Portou.
- Sestinn per el matrimoni del sur cont don Gabriel Verr con la sura contessina donna Giustina Borromea (1819), společně s Carlem Portou v milánském dialektu.
- Ildegonda (1820), veršovaná novela napsaná ve spisovné italštině (všechna další díla pak psal Grossi již italsky) odehrávající se ve 13. století, jejímž obsahem je tragický milostný příběh.
- In morte di Carlo Porta (1821, Na smrt Carla Porty), báseň.
- I Lombardi alla prima crociata (1826, Lombarďané na první křížové výpravě), hrdinská poema.
- Marco Visconti (1834), historický román napsaný pod vlivem Alessandra Manzoniho, Jde o sentimentální milostný příběh odehrávající se ve 14. století v Lombardii.
- Ulrico e Lida (1837, Ulrico a Lida), veršovaná novela.

## Adaptace

### Hudba
- Ildegonda (1837), italská opera, hudba Marco Aurelio Marliani, libreto Pietro Giannone.[5]
- I Lombardi alla Prima Crociata (1843, Lombarďané na první křížové výpravě), italská opera, hudba Giuseppe Verdi, libreto Temistocle Solera.[6]
- Ildegonda (1845), opera španělského skladatele Emila Aristy na italské libreto Temistoclea Solery.[7]

### Film a televize
- Marco Visconti (1909), italský němý film, režie Mario Caserini.
- Marco Visconti (1911), italský němý film, režie Ugo Falena.
- Marco Visconti (1925), italský němý film, režie Aldo De Benedetti.
- Marco Visconti (1941), italský film, režie Mario Bonnard.
- Marco Visconti (1875), italský televizní seriál, režie Anton Giulio Majano.

## Česká vydání
- Marek Visconti, Mladá Boleslav: Václav Smutný 1881, přeložil Václav Smutný.